# Elitsa Yankova
Elitsa Atanasova Yankova est une lutteuse bulgare née le 18 septembre 1994. Elle a remporté une médaille de bronze en moins de 48 kg aux Jeux olympiques d'été de 2016 à Rio de Janeiro.